# Ушаков, Николай Григорьевич
Никола́й Григо́рьевич Ушако́в (1902—1968) — Герой Советского Союза, генерал-майор артиллерии.

## Биография
Родился в городе Кузнецк Томской губернии (ныне Новокузнецк) в семье крестьянина. Русский.
Окончил 7 классов в школе в Кузнецке.
В Красной Армии с 1919 года. Участник Гражданской войны. В 1923 году окончил Томскую артиллерийскую школу, в 1931 году — пехотную школу, в 1939 году — курсы усовершнствования командного состава.
В действующей армии с 1942 года. Командир 35-й гвардейской минометной бригады (33-я армия, 1-й Белорусский фронт) гвардии полковник Ушаков отличился в Висло-Одерской операции. С двумя полками бригады и частями 222-й стрелковой дивизии в числе первых 2 февраля 1945 года форсировал Одер южнее города Франкфурт-на-Одере (Германия), обеспечил захват плацдарма и его удержание. Звание Героя Советского Союза присвоено 31 мая 1945 года.
После войны продолжал службу в армии.
В 1954 году окончил курсы при Высшей офицерской артиллерийской школе.
С 1962 года генерал-майор Ушаков — в отставке.
Жил в Москве. Похоронен на Введенском кладбище (участок № 5) в Москве.
Брат — Ушаков, Евгений Григорьевич.

## Награды
- Герой Советского Союза,
- два ордена Ленина,
- четыре ордена Красного Знамени,
- орден Суворова II степени,
- орден Кутузова II степени,
- орден Красной Звезды,
- медали,
- иностранный орден[1].